# James Nelson Burnes

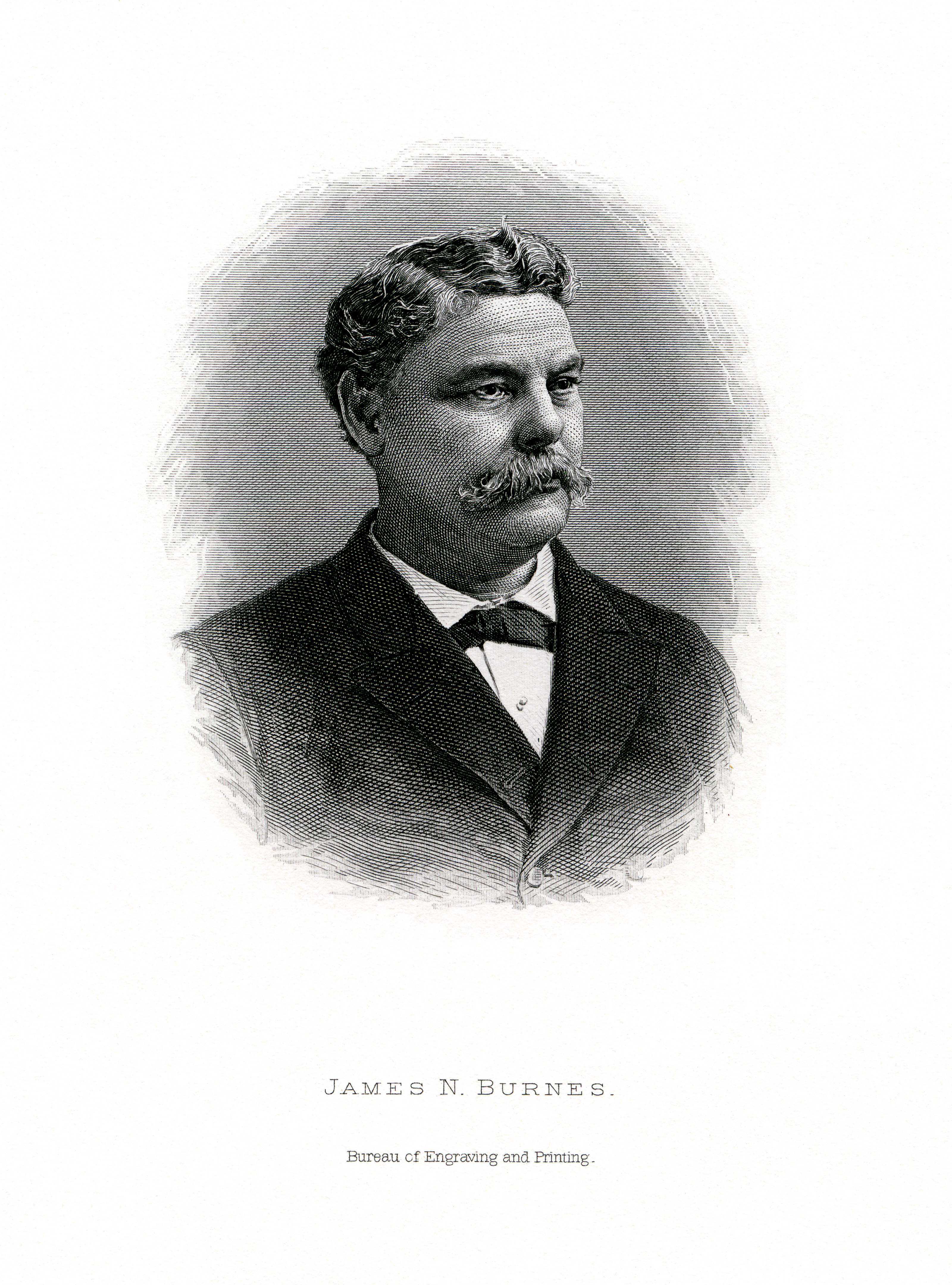
James Nelson Burnes

James Nelson Burnes (* 22. August 1827 im Marion County, Indiana; † 23. Januar 1889 in Washington, D.C.) war ein US-amerikanischer Politiker. Zwischen 1883 und 1889 vertrat er den Bundesstaat Missouri im US-Repräsentantenhaus.

## Werdegang
Im Jahr 1837 zog James Burnes mit seinen Eltern in das Platte County in Missouri, wo er die öffentlichen Schulen besuchte. Nach einem anschließenden Jurastudium an der Harvard University und seiner 1853 erfolgten Zulassung als Rechtsanwalt begann er in diesem Beruf zu arbeiten. 1856 war Burnes Bezirksstaatsanwalt; von 1868 bis 1872 fungierte er als Richter an einem Berufungsgericht. Außerdem stieg er in das Bankgewerbe und das Eisenbahngeschäft ein. Zwischenzeitlich war er Präsident der Missouri Valley Railroad Co. sowie Eigentümer und Präsident der Firma St. Joseph Waterworks Co.
Politisch war Burnes Mitglied der Demokratischen Partei. Bei den Kongresswahlen des Jahres 1882 wurde er im vierten Wahlbezirk von Missouri in das US-Repräsentantenhaus in Washington gewählt, wo er am 4. März 1883 die Nachfolge von Lowndes Henry Davis antrat, der in den 14. Distrikt wechselte. Nach zwei Wiederwahlen konnte er bis zu seinem Tod am 23. Januar 1889 im Kongress verbleiben. Burnes war auch bei den Wahlen des Jahres 1888 bestätigt worden. Aufgrund seines Todes konnte er sein erneuertes Mandat am 4. März 1889 nicht mehr antreten. Die laufende Amtszeit bis zum 3. März 1889 beendete Charles F. Booher zwischen dem 19. Februar und dem 3. März 1889.